# Maurice Besly
Maurice Besly (Normanby, Yorkshire, Regne Unit, 28 de gener de 1888 - ? 12 d'abril de 1945) fou un compositor i director d'orquestra anglès.
Feu els estudis literaris a Cambridge i els musicals en el Conservatori de Leipzig. Des del 1912 fins al 1914 fou director de Música de la Tombridge School, i partir de 1918 director de Música del Queens College, d'Oxford, succeint en aquesta data a sir Hugo Allen en la direcció de l'Orquestra Simfònica d'aquella ciutat. Les seves composicions incloent diverses obres orquestrals, cors i peces per a piano, més algunes transcripcions per a orquestra de les obres de Bach.